# AFNLP
AFNLP (Asian Federation of Natural Language Processing Associations) ist eine Organisation, die sich der Verbreitung von Informationen über die Computerlinguistik (Verarbeitung natürlicher Sprache) verschrieben hat. Dazu stellt die Organisation Kontakte in den Regionen Asiens und darüber hinaus her, initiiert Kooperationen zwischen Forschungseinrichtungen und organisiert Workshops, Konferenzen sowie Seminare zu Themen aus dem Bereich natürliche Sprachverarbeitung.

## Geschichte
Die AFNLP wurde am 4. Oktober 2000 ins Leben gerufen.

## Organisation
Die offiziellen Mitglieder der AFNLP sind Forschungseinrichtungen und andere professionelle Institutionen, die sich mit der Verarbeitung von natürlicher Sprache beschäftigen.
Kommissionen beschäftigen sich mit der Verteilung von Ressourcen zur Linguistik in der Region.
Mitglieder der AFNLP sind
- ANLP Japan Association of Natural Language Processing

- ROCLING Taiwan ROC Computational Linguistics Society

- SIG-KLC Korea SIG-Korean Language Computing of Korea Information Science Society

## Initiativen
Gegenwärtig sind zahlreiche Initiativen zur Computerlinguistik in Asien gestartet worden, die als Teil der Öffnung Asiens im Zuge der Globalisierung anzusehen sind. Dazu gehören:
- NLPRS: Natural Language Processing Pacific Rim Symposium
- IRAL: International Workshop on Information Retrieval with Asian Languages
- PACLING: Pacific Association for Computational Linguistics
- PACLIC: Pacific Asia Conference on Language, Information and Computation
- PRICAI: Pacific Rim International Conference on AI
- ICCPOL: International Conference on Computer Processing of Oriental Languages
- ROCLING: Research on Computational Linguistics Conference